# Hannelore Lübeck

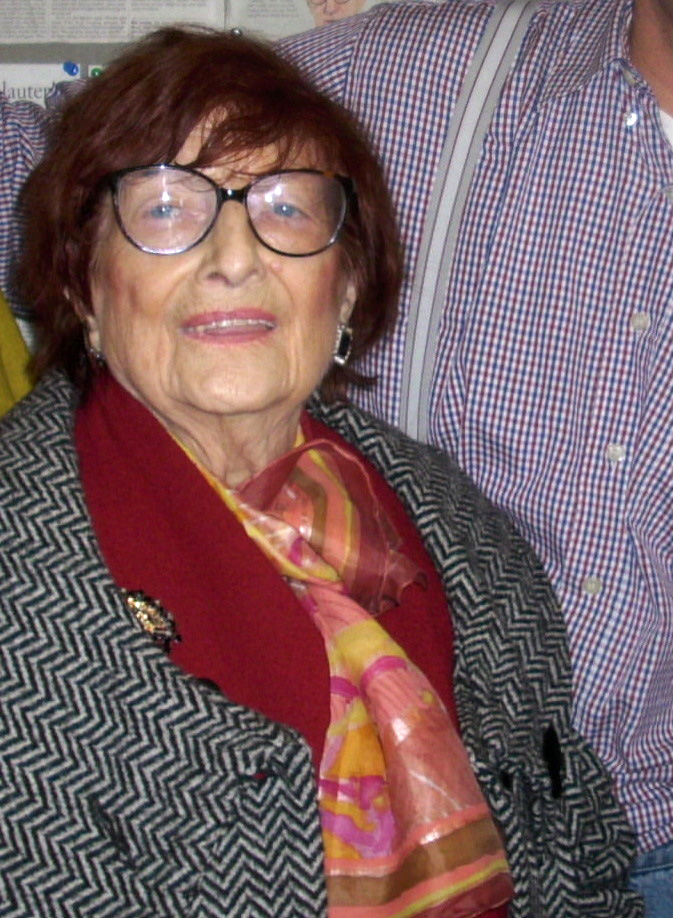
Hannelore Lübeck (2014)

Hannelore Lübeck (* 5. April 1927 in Wuppertal; † 25. Oktober 2014 in Köln-Bayenthal) war eine deutsche Schauspielerin.

## Leben
Lübeck absolvierte in den Jahren 1947–1950 ein Gesangsstudium zur Opernsängerin, das sie mit der Bühnenreifeprüfung abschloss. 1948 gab sie ihr Bühnendebüt. Sie hatte zwischen 1948 und 1979 Theater- und Opernengagements an den Wuppertaler Bühnen, am Badischen Staatstheater Karlsruhe und an der Oper Köln. Von 1972 bis 1985 war sie am Kölner Schauspielhaus engagiert, wo sie u. a. in Nachtasyl (1981; Regie: Jürgen Gosch), Der Menschenfeind (1983; Regie: Jürgen Gosch) und als Spelunken-Jenny/Seeräuber-Jenny in Brecht/Weills Die Dreigroschenoper (1983) in einer Inszenierung von Jürgen Flimm auftrat.
1984 wirkte sie am Schauspiel Köln in Robert Wilsons Theater-Projekt The CIVIL WarS mit; sie hatte die Hauptrolle und verkörperte mehrere Rollen. Ihre Mitwirkung in diesem Projekt gilt als der künstlerische Höhepunkt ihrer Theaterkarriere. Für ihre darstellerische Leistung erhielt sie 1984 von der Zeitschrift Theater heute die Auszeichnung „Schauspielerin des Jahres 1984“. 30 Jahre nach der Kölner Premiere von Robert Wilsons The CIVIL warS: a tree is best measured when it is down besuchte Hannelore Lübeck die von Cornel Wachter initiierte Reunion-Feier im Kölner Odeon-Kino als Ehrengast und Schirmherrin.
Zwischen 1985 und 1993 hatte sie Gastengagements am Theater Freiburg, u. a. als Tante Paula in Das Feuerwerk (Premiere: Spielzeit 1990/91), als Mother Goose in der Oper The Rake’s Progress (Premiere: Spielzeit 1991/92), als die den jungen Karl, das junge Objekt ihrer Begierde, „mit lüsternem Auge begehrlich musternde“ Brunelda, die Geliebte eines alternden Landstreichers, in dem Musiktheater-Projekt Amerika von Pavel Mikulastik (Spielzeit 1992/93) und als Baals Mutter in Brechts Schauspiel Baal. In der Spielzeit 1994/95 übernahm sie am Düsseldorfer Schauspielhaus die Rolle der Ehefrau Luise Maske in der Gesellschaftskomödie Der Snob (Regie: Michael Wallner). Zwischen 1996 und 2002 hatte sie erneut Gastengagements am Kölner Schauspielhaus, unter anderem in Liliom (1996; Regie: Torsten Fischer) und als Tante Julchen in Hedda Gabler (1998), in einer Inszenierung von Günter Krämer. In der Spielzeit 1998/99 gastierte sie am Wiener Burgtheater mit der Rolle der Erna in Werner Schwabs Theaterstück Die Präsidentinnen. 2004 trat sie am Schauspiel Bonn in den Bonner Kammerspielen als Sarahs Tante in dem Theaterstück Ariel der irischen Dramatikerin Marina Carr (Regie: Klaus Weise) auf. Lübecks Darstellung riss „Abgründe auf, sanft und leise“.
Seit 1970 arbeitete Lübeck auch für den Film und das Fernsehen, u. a. mit den Regisseuren Volker Schlöndorff und Walter Bockmayer. In dem Kinofilm Narren (2003) spielte sie unter der Regie von Tom Schreiber an der Seite von Christoph Bach die Oma Bützer, seine demenzkranke Großmutter, die bis an ihr Lebensende den Kölner Karneval liebt. 2004 hatte sie als Metzgersfrau eine kleine Rolle in dem Kinofilm Kammerflimmern.
Im Fernsehen wurde sie häufig im Rollenfach der komischen, schrulligen Alten besetzt. Sie spielte Nachbarinnen, Wirtinnen, Patientinnen, Kassiererinnen und sonstige komische Chargen. Oft beschränkten sich ihre Auftritte auf wenige kurze Szenen und Sätze, jedoch blieb sie durch ihre Erscheinung (kleiner Körper, flammendrote Haare) und durch ihre markante Stimme beim Zuschauer in Erinnerung. In zwei Tatort-Krimis hatte sie kleine einprägsame Rollen, so als Frau Behrendt, die Inhaberin der „Pension Erika“, in Tatort: Märchenwald (2004) und als Nachbarin von Helen Reinders (Camilla Renschke) in Tatort: Requiem (2005). Mehrfach wirkte sie auch in Comedy-Formaten (u. a. Alles Atze, Angie) mit.
In dem Eifel-Krimi Der Bulle und das Landei (2010)  spielte sie die Gastwirtsfrau Berta Gunsel. Im April 2014 war sie in der Rolle der Gerti Rössler in dem ARD-Fernsehkrimi Der MaMa zu sehen gewesen; dies war ihre letzte Fernsehrolle.
Lübeck lebte mehrere Jahrzehnte in der Kölner Ehrenstraße. Sie starb 2014 im Alter von 87 Jahren im St.-Antonius-Krankenhaus in Bayenthal.

## Filmografie (Auswahl)
- 1975: Die verlorene Ehre der Katharina Blum
- 1977: Jane bleibt Jane
- 1999: Die Camper (Zwei Folgen)
- 2000: Nesthocker – Familie zu verschenken (Folge: Wenn du denkst, du denkst)
- 2000: Halt mich fest! (Fernsehfilm)
- 2003: Narren
- 2003: Die Sitte (Folge: Auf gute Nachbarschaft)
- 2004: Alles Atze (Folge: Dein schönster Tag)
- 2004: Kammerflimmern
- 2004: Tatort: Märchenwald
- 2005: Tatort: Requiem
- 2005: Bloch: Ein krankes Herz
- 2007: Beim nächsten Kind wird alles anders
- 2008: Angie (Folge: Alles wird gut!)
- 2009: Notruf Hafenkante (Folge: Kais Entscheidung)
- 2010: Der Bulle und das Landei – Tödliches Heimweh
- 2014: Der MaMa